# Morire morire
Morire morire è un singolo del rapper italiano Fedez, pubblicato il 2 novembre 2021 come settimo estratto dal sesto album in studio Disumano.

## Descrizione
Si tratta della traccia d'apertura del disco e ha un testo che racconta la solitudine degli indifesi e l'odio bieco e fine a sé stesso che la comunità rischia di muover contro i diversi.

## Video musicale
Il video, diretto da Daniele Bagolin, è stato pubblicato contestualmente all'uscita del singolo sul canale YouTube del rapper.

## Tracce
Crediti riportati sul sito della SIAE.
Testi di Federico Leonardo Lucia, Paolo Antonacci, Jacopo Matteo Luca D'Amico e Davide Simonetta, musiche di Davide Simonetta, Placido Salamone, Jacopo Matteo Luca D'Amico e Paolo Antonacci.
1. Morire morire – 2:46

## Classifiche
| Classifica (2021) | Posizione massima |
| ----------------- | ----------------- |
| Italia            | 72                |